# 73. Sinfonie (Haydn)
Die Sinfonie D-Dur Hoboken-Verzeichnis I:73 komponierte Joseph Haydn vermutlich im Jahre 1781. Der zeitgenössische Titel „La chasse“ (die Jagd) bezieht sich auf den Schlusssatz, den Haydn aus einer in demselben Zeitraum komponierten Oper übernahm. Der langsame Satz der Sinfonie beruht auf Haydns Lied Gegenliebe.

## Allgemeines

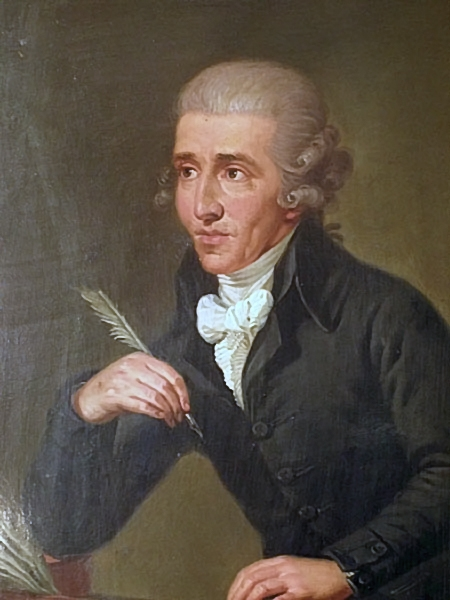
Joseph Haydn (Gemälde von Ludwig Guttenbrunn, um 1770)

Die Sinfonie Nr. 73 komponierte Haydn vermutlich im Jahre 1781 während seiner Anstellung als Kapellmeister beim Fürsten Nikolaus I. Esterházy.
Der Beiname „La chasse“ (die Jagd) ist auf dem Erstdruck der Sinfonie von 1782 beim Verleger Christoph Torricella in Wien angegeben. Er wurde danach noch vielfach überliefert und war wahrscheinlich auch Haydn bekannt. Der Titel bezieht sich auf den letzten Satz, den Haydn aus der Ouvertüre seiner 1780 komponierten Oper La fedeltà premiata (Die belohnte Treue) übernommen hat.
In einem zeitgenössischen Katalog („Kees-Katalog“) steht der Satz aus der Oper an erster Stelle und das Allegro an letzter. Möglicherweise hatte Haydn die Satzstellung zunächst in dieser Reihenfolge beabsichtigt und dann später wieder geändert, die langsame Einleitung spricht jedoch dagegen.
In einer Rezension zur Ausgabe von Torricella im Magazin der Musik von 1783 heißt es:

„Diese Symphonie ist ihres Meisters eben so würdig, als die neuesten Op. 18 lib. 1, 2, 3 und bedarf unsers Ruhms keineswegs. Bei der Anhörung derselben verrieht gleich der Anfang und die herliche Bearbeitung der Folge in allen den Kopf des grossen Verfassers, der in neuen Ideen unerschöpflich zu seyn scheint. Da in dieser so gut wie in allen seinen Symphonien Schwierigkeiten und unerwartete Gänge vorkommen, die geübte und richtige Spieler erfordern, und nicht auf gut Glück hineingeworfen sind, ohne die Vorzeichnungen genau zu beobachten, oder zu kennen; so möge sich kein Liebhaber oder ander unsichrer Spieler daran wagen, sondern kenne sie erst genau, um nicht dabei mit Schande zu bestehen. Möchte doch Heydn, diese grosse Symphonieenepoche mit mehrern solcher herrlicher Arbeiten krönen, und alle schlechte Symphonieschreiber dadurch zum Stillschweigen oder zur besseren Bearbeitung ihrer flüchtigen Aufsätze bringen, durch die niemand als sie selbst Vergnügen haben.“

## Zur Musik
Besetzung:  Querflöte, zwei Oboen, zwei Fagotte, zwei Hörner, zwei Violinen, Viola, Cello, Kontrabass; im vierten Satz sind zudem zwei Trompeten und Pauken besetzt. Über die Beteiligung eines Cembalo-Continuos in Haydns Sinfonien bestehen unterschiedliche Auffassungen.
Aufführungszeit:  ca. 20 bis 25 Minuten (je nach Einhalten der vorgeschriebenen Wiederholungen).
Bei den hier benutzten Begriffen der Sonatensatzform ist zu berücksichtigen, dass dieses Schema in der ersten Hälfte des 19. Jahrhunderts entworfen wurde (siehe dort) und von daher nur mit Einschränkungen auf die Sinfonie Nr. 73 übertragen werden kann. – Die hier vorgenommene Beschreibung und Gliederung der Sätze ist als Vorschlag zu verstehen. Je nach Standpunkt sind auch andere Abgrenzungen und Deutungen möglich.

### Erster Satz: Adagio – Allegro
Adagio: D-Dur, 3/4-Takt, Takt 1 bis 26
Haydn eröffnet die Sinfonie als einfache Kadenz (Tonika D-Dur – Subdominante G-Dur – Dominante A-Dur – Tonika), die als ausführlicher Klangteppich der Bläser in klopfenden Staccato-Akkorden mit grundierender Streicherbegleitung gestaltet ist. Nach über zehn Takten führt ein neues Motiv im punktierten Rhythmus 1. Violine im Wechsel von hoher und tiefer Lage (Distanz von zwei Oktaven) zu einer Akzent-Passage mit schrittweise aufsteigendem Motiv, ehe das Adagio mit der klopfenden Tonrepetition im Unisono ausklingt. Diese Schlussfigur nimmt den Tonrepetitions-Auftakt vom Hauptthema des folgenden Allegros voraus.
Allegro: D-Dur, 4/4-Takt, Takt 27 bis 151

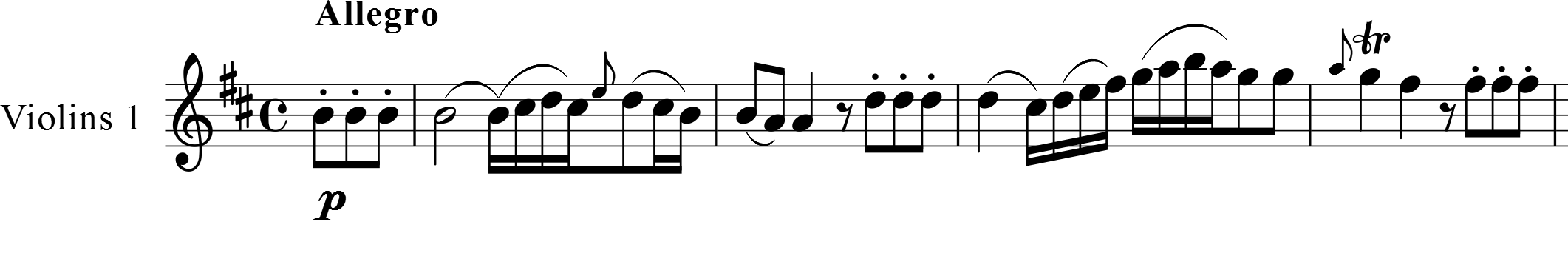
Beginn des Allegro

Das Allegro startet mit dem periodisch strukturierten Hauptthema. Das Thema ist aus einem Motiv mit Tonrepetitions-Auftakt aus drei Achteln (wie am Schluss des Adagios, erinnert an den Beginn des Allegros der Sinfonie Nr. 96) und einer Sechzehntelfigur aufgebaut. Der Tonrepetitions-Auftakt zieht sich durch den ganzen weiteren Satz. Das Thema wird zunächst piano nur von den Violinen vorgestellt, dann vom ganzen Orchester forte wiederholt. Das Thema beginnt nicht in der Tonika D-Dur, sondern in der Subdominante G-Dur und schließt erst am Ende der ersten Hälfte in D-Dur. Die zweite Hälfte führt von der Tonikaparallelen h-Moll aus zur Dominante A-Dur.
Die Themenwiederholung im ganzen Orchester geht in der zweiten Themenhälfte in den folgenden Abschnitt über, der durch seine durchlaufenden Sechzehntelfigurationen in den Violinen gekennzeichnet ist. Ab Takt 47 wird ein neues Motiv in versetzter Abfolge der Instrumente vorgestellt. Das Motiv fällt neben seinem punktierten Rhythmus durch den wiederum klopfenden Auftakt aus drei Tonrepetitionsachteln auf. Ähnlich wie im Adagio, schließt sich ein Akzent-Motiv an. Ehe die Violinen wiederum mit virtuos-brillanten Läufen und Figurationen zum Schlussabschnitt ansetzen, bildet Takt 59 durch seine ruhigen halben Noten, das Pianissimo und die entfernten Harmonien einen auffälligen, starken Kontrast zum umgebenden „lärmenden“ Geschehen. Die entfernten Harmonien haben zur Folge, dass das Orchester in Takt 60 in B-Dur einsetzt und von dort wieder zur Dominante modulieren muss. Die Exposition endet mit dem wiederholten Tonrepetitionsmotiv (hier allerdings nicht auftaktig) im Unisono der Streicher.
In der Durchführung erfolgt die intensive Verarbeitung des Hauptthemas: Zunächst wird das Motiv des Themas durch verschiedene Tonarten geführt und im versetzten Einsatz zwischen den Instrumenten gebracht. Ab Takt 80 konzentriert sich Haydn auf den Tonrepetitions-Auftakt, anfangs mit „wirkungsvolle(n) Pausen als Mittel der Spannungssteigerung“ in Oboen und Violinen, dann in mehrstimmiger Passage im ganzen Orchester. Mit dem Akzent-Motiv und dem Tonrepetitionsmotiv vom Ende der Exposition führt das Geschehen ohne Unterbrechung in die Reprise.

„Haydn hat eine so einsinnig-zielgerichtete und thematisch konzentrierte Durchführung kaum je zuvor geschrieben. Sie ist das erste große Beispiel eines übergeordneten Formzusammenhangs, der ausschließlich aus thematischer Arbeit an einem einzigen Motiv entwickelt wird und dennoch in sich reich differenziert ist.“

Die Reprise (ab Takt 107) beginnt fortissimo mit dem Hauptthema im ganzen Orchester und geht ohne Themenwiederholung gleich in die Passage mit der durchlaufenden Sechzehntelbewegung über, die im Verhältnis zur Exposition etwas ausgedehnter ist. Die übrige Reprise ist weitgehend wie die Exposition strukturiert. Allerdings ist der starke Kontrast aus Takt 59 der Exposition nun auf drei Takte verlängert (Takt 137 bis 139), und die zweite Passage mit den durchlaufenden Läufen ist variiert. Exposition sowie Durchführung und Reprise werden wiederholt.

„Sehr dichte thematische Arbeit prägt (…) den gesamten ersten Satz der Sinfonie 73. Hier sind die ersten vier Töne des Themas, ein einfaches Dreischlagmotiv, in der Durchführung – und auch bereits in der Exposition – nahezu allgegenwärtig, und in der Reprise wird ihre Verarbeitung noch einmal extrem verdichtet und konzentriert.“

### Zweiter Satz: Andante
G-Dur, 2/4-Takt, 114 Takte

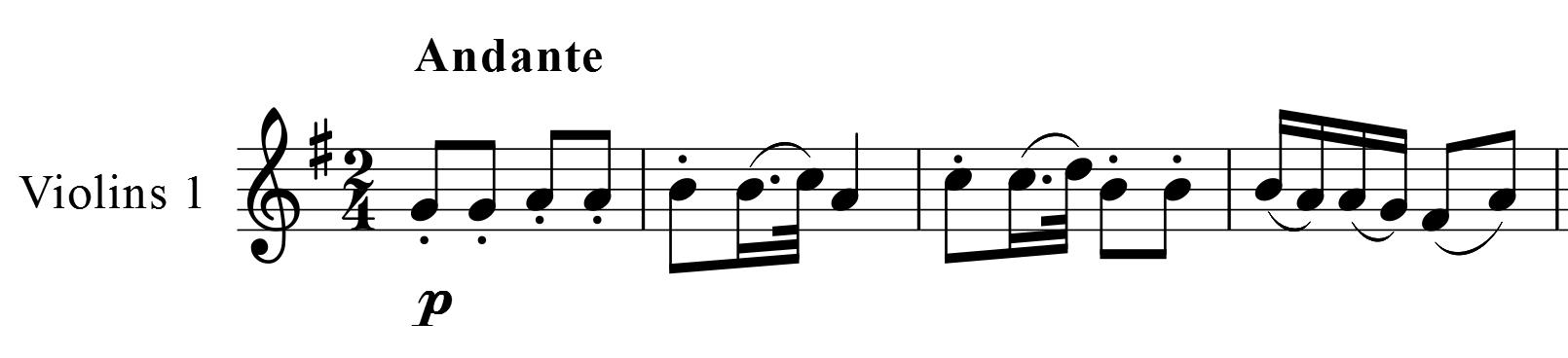
Beginn des Andante

Der Satz basiert auf dem um dieselbe Zeit von Haydn komponierten Lied „Gegenliebe“ (nach einem Text von Gottfried August Bürger). Es ist unklar, ob Haydn zuerst das Lied oder den Sinfoniesatz schrieb, ersteres ist wahrscheinlicher.
Der Satz ist rondoartig angelegt, wobei die Couplets vom Refrain abgeleitet sind:
- Vorstellung des liedhaften, einfachen Themas (Refrain, Takt 1 bis 24). Der Abschnitt ist dreiteilig strukturiert: Im ersten Abschnitt (Takt 1 bis 10) stellen die Streicher piano die viertaktige thematische Haupteinheit vor, die durch ihre zweifach-klopfende Tonrepetition und den punktierten Rhythmus gekennzeichnet ist. Sie ist nochmals in zwei zweitaktige Bausteine teilbar. Das Thema wird wiederholt, wobei anfangs die 2. Violine mit durchlaufenden Triolen begleitet (diese treten im weiteren Satzverlauf mehrfach auf). Der zweite Abschnitt (Takt 11 bis 17) führt das Thema ausgehend von dessen zweiten Baustein weiter, wobei die 2. Violine nun durchgehend mit Triolen begleitet. Im dritten Abschnitt (Takt 17 bis 24) treten erstmals die Bläser mit dazu. Der Abschnitt ist durch aufsteigende Triolen-Tonleitern im Staccato gekennzeichnet, die im Wechsel von Oberstimmen und Unterstimmen gespielt werden.
- Nach der Wiederholung der ersten 24 Takte setzt das Couplet 1 in g-Moll mit dem Thema ein, wechselt dann mit Triolenfiguren in der 1. Violine durch verschiedene B-Tonarten und bringt das Thema schließlich in B-Dur (erst piano in 2. Violine und Viola, dann forte mit Begleitung des ganzen Orchesters). Der Themenkopf wechselt weiter in den Streichern durch verschiedene Tonarten, bis in Takt 50 die Musik auf dem Dominantseptakkord im Fortissimo abbricht.
- Die erste Wiederholung des Refrains (Takt 61 bis 74, G-Dur) ist gegenüber dem Satzanfang leicht variiert. Auch in den ersten beiden Teilen des Themas sind die Bläser nun beteiligt.
- Auch das Couplet 2 (Takt 74 bis 95) beginnt wie das Couplet 1 in g-Moll, führt dann aber im Pianissimo in andere Tonarten (z. B. A-Dur / a-Moll) und bringt anschließend das Thema im versetzten Einsatz der Streicher.
- Die zweite Wiederholung des Refrains (Takt 74 bis 114) lässt den zweiten Abschnitt des Themas aus. Ganz am Ende tritt der punktierte Rhythmus vom Thema nochmals im Pianissimo auf.

### Dritter Satz: Menuetto. Allegretto
D-Dur, 3/4-Takt, mit Trio 74 Takte
Das Menuett weist Ähnlichkeiten zum Streichquartett opus 33 Nr. 6 auf. Der viertaktige thematische Hauptbaustein besteht aus grundierenden Tönen im Bass und chromatisch aufwärts geführten Vorhalten mit rhythmischer Struktur aus 1 + 1 + 2 Takteinheiten. Je nach Standpunkt kann in dem Motiv eine Ähnlichkeit zum Akzent-Motiv der Einleitung gesehen werden. In der Schlusswendung führt das ganze Orchester den Vorhalt mit Akzent taktweise abwärts.
Der Mittelteil setzt kurz piano das thematische Material fort, wechselt dann in eine ernste Unisono-Passage mit Molltrübung und klingt als Orgelpunkt auf der Dominante A aus. Die „Reprise“ ist gegenüber dem Anfangsteil variiert, indem die Stimmen vertauscht sind (grundierende Töne nun in den Oberstimmen, chromatische Vorhalten Bass), außerdem ist die Schlusswendung ausdehnter.
Im Trio (ebenfalls in D-Dur) spielen Oboe und Fagott einen Dialog, bei dem sie sich mit Stimmführung und Begleitbewegung aus abgesetzten, gleichmäßigen Vierteln abwechseln. Die Streicher begleiten jeweils auf dem Taktschwerpunkt mit einem grundierenden Akkord. Zu Beginn des zweiten Teils treten zuerst die Hörner mit begleitendem Liegeton dazu, dann beteiligt sich auch die Flöte an der Stimmführung, die schließlich von den Streichern mit der energisch wiederholten Begleitfigur übernommen wird.

### Vierter Satz: (Finale) Presto
D-Dur, 6/8-Takt, 252 Takte
Den Satz hat Haydn aus der Ouvertüre seiner Oper La fedeltà premiata übernommen, die im Februar 1781 uraufgeführt wurde, und lediglich die Wiederholungen für die Exposition hinzugefügt. Da die römische Jagdgöttin Diana in der Oper eine wesentliche Rolle spielt, enthält das Presto viel Jagdmotivik (z. B. schneller 6/8-Takt, Dreiklangs-Hornmotive).
Der Satz beginnt forte im ganzen Orchester mit einem fanfarenartigen Jagdthema, das von seinem Unisono-Signal in energische Achtelbewegung mit Akkordschlägen übergeht („erstes Thema“). Ab Takt 20 wechseln die Violinen piano mit Vorschlags-Achtelfiguren zur Dominante A, die in hämmernder Tonrepetition des ganzen Orchesters herausgestellt wird.
Das anschließende Jagdsignal für Oboen und Hörner (wiederum in der Tonika D-Dur) zitiert einen traditionellen Jagdruf, der auch von anderen Komponisten in Jagdkompositionen verwendet wurde. Im 1780 herausgegebenen „Manuel du Chasseur“ (Jagdhandbuch) findet sich das Signal als „l’ancienne Vue“ (das erste Sichten des Hirsches).
Die Streicher setzen piano mit einem weiteren Motiv über ausgehaltenem D im Bass an, das mit Begleitung der Bläser wiederholt wird. Der folgende Forte-Abschnitt enthält ein weiteres „Jagd-Motiv“ mit Tonrepetition und Dreiklangsbrechung, die durchlaufenden, energischen Achtelketten ziehen dann sich bis zum Ende der Exposition hin.
Die Durchführung (Takt 81 bis 165) bringt zunächst piano über den Achtelketten der Violinen neues Material in den solistischen Oboen (auf- und absteigende Figur aus fünf Noten). Ab Takt 99 wird die Passage von E aus wiederholt, wobei das Oboenmotiv durch Hinzutreten von Flöte und Fagott, Verkürzung auf drei Noten bei Verdopplung der Notenwerte variiert ist. Nach der Passage mit dem Jagd-Motiv vom Schlussabschnitt der Exposition folgt eine Piano-Passage der Streicher mit mehreren Tonartwechseln. Der letzte Teil der Durchführung ist durch die zahlreichen „antreibenden“ Auftakt-Schleiferfiguren und die hämmernde Unisono-Tonrepetition geprägt.
Die Reprise ab Takt 166 beginnt mit dem ersten Thema wie in der Exposition. Der Abschnitt mit dem Jagdsignal „l´ancienne Vue“  für Oboen und Hörner ist zunächst ausgelassen, stattdessen folgt auf das erste Thema gleich die Streicherfigur über ausgehaltenem D, die in der Exposition erst nach dem Jagdsignal gespielt wurde. Erst nach einer Variante des letzten Forte-Abschnittes der Exposition folgt im codaartigen Schluss zunächst das Jagdsignal, danach klingt der Satz pianissimo aus (in der Ouvertüre als Überleitung zum Bühnengeschehen).